# Isla de Bathurst (Australia)
La isla Bathurst (2,600 km² , 11°35′S 130°18′E)  es una de las Islas Tiví, una de las más grandes, ubicada cerca del Territorio del Norte de la costa norte de Australia junto con la Isla Melville. 

## Descripción
La localidad más grande de Bathurst es Wurrumiyanga (conocida como Nguiu hasta el año 2010), en el sureste de la isla, con una población de aproximadamente 1.450 habitantes. Ubicada en la esquina sureste de Bathurst, Wurrumiyanga, está aproximadamente a unos 70 kilómetros al norte de Darwin. El segundo asentamiento más grande es el de Wurakuwu, con una población de 50 habitantes y ubicada a unos 60 kilómetros al noroeste de Wurrumiyanga. El tercer asentamiento permanente en la isla es una pequeña estación ganadera familiar llamada 4 Mile Camp, a unos 6 kilómetros al oeste de Wurrumiyanga.

## Historia

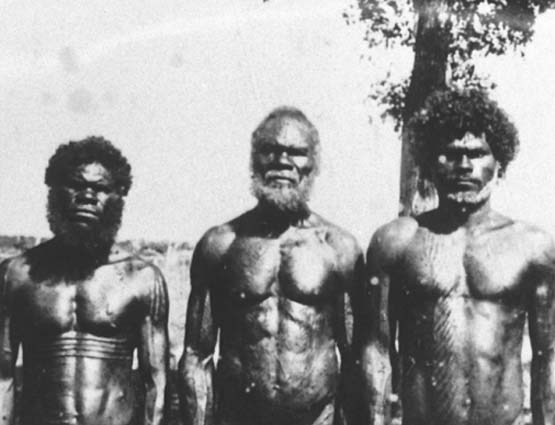
Aborígenes australianos en la isla Bathurst.

Los Aborígenes Australianos han ocupado el área que posteriormente se convertiría en las Islas Tiví, por al menos 40.000 años.  
El 5 de mayo de 1623, Willem Jootszoon Van Colster (o Coolsteerdt), desde el barco Arnhem bautizó a la isla bajo el nombre de De Speult Eylandt, en honor a Herman van Speult, gobernador de Ambon, quien dirigió el viaje de exploración. 
En 1828, la isla recibió su nombre por el explorador escocés John Clements Wickham tras un viaje en marzo de ese mismo año en el que era el segundo al mando de HMS Beagle en una expedición de Charles Darwin, y fue nombrada en honor a Henry Bathurst, quien, al igual que el Vizconde Melville, también está conmemorado con el nombre de una isla canadiense.
Entre 1910 y 1938 la isla fue el lugar de una misión católica de Francisco Xavier Gsell, conocido como el "obispo con 150 esposas" por su práctica de "comprar" niñas comprometidas con hombres mayores, haciendo posible para ellas casarse con hombres de su misma edad.
El 24 de diciembre de 1912 la isla entera fue proclamada reserva aborigen, bajo el Acta Aborigen del Territorio Norte de 1910. Una serie de documentos muestran que antes de la proclamación (publicada el 18 de enero de 1913), hubo discusiones por dos parcelas de tierra de la isla. Una de ellas era una asignación de 4.000 ha  asignada a la Misión, y la segunda que fue previamente asignada como Crown Land bajo la Ley de Productos Tropicales del Territorio del Norte de 1904, para la producción de algodón y otros cultivos tropicales. La correspondencia muestra que fue decidido aunque no fuera aprobado por los aborígenes, tanto por la mala influencia del hombre blanco como la necesidad de la necesidad de importar mano de obra para usar en los arrendamientos.
Durante el Bombardeo de Darwin, la primera oleada de 188 aviones japoneses fueron avistados por el Padre John McGrath, un sacerdote católico que estaba realizando trabajo misionero en la isla Bathurst. El Padre McGrath envió un mensaje de radio indicando que "una inusual y numerosa formación aérea se acerca hacia nosotros desde el noroeste". Casi todos ignoraron este mensaje pese a que esta era la Estación Radial más popular. Una hora después, más de 100 personas murieron, pero todos aquellos que siguieron sus instrucciones sobrevivieron. Darwin recibió tanto esta como otra advertencia por lo menos dos veces en la radio, no después de las 9:37 a. m. Sin embargo, 11 cazas estadounidenses P-40E Kittyhawk y un LB-30 Liberator habían partido desde Darwin recientemente, y el oficial  australiano a cargo asumió que se trataba de dicha formación. Las advertencias no fueron seguidas y, al igual que en Pearl Harbor dos meses atrás, Darwin perdió su última oportunidad de realizar preparaciones de último minuto para el inevitable ataque.

## Película
En la película de 2008 de Baz Luhrmann, Australia, la isla Bathurst es llamada Mission Island (Isla de la Misión). En la película, el niño mestizo Nullah es llevado a la isla y retenido allí en los dos meses que precedieron el Bombardeo de Darwin. La misión es bombardeada como parte del ataque, y los niños se esconden de las tropas japonesas hasta que son rescatados. La presencia de soldados japoneses en la isla es completamente ficticio, ya que los japoneses nunca desembarcaron allí durante la Segunda Guerra Mundial.